# Рибаков Валентин Борисович
Валентин Борисович Рибаков (біл. Валянцін Барысавіч Рыбакоў) (1958) — білоруський дипломат. Заступник міністра закордонних справ Республіки Білорусь. Постійний представник Республіки Білорусь в ООН (з 2017). Має дипломатичний ранг Надзвичайного і Повноважного Посла.

## Життєпис
Народився у 1958 році в Томськ. Закінчив з відзнакою перекладацький факультет Мінського державного педагогічного інституту іноземних мов за спеціальністю «англійська та французька мови». Пройшов стажування в Інституті закордонної служби Державного департаменту США (1994). Володіє англійською та французькою мовами.
У 1993—1994 рр. — третій секретар Секретаріату Міністерства закордонних справ Республіки Білорусь.
У 1994—1999 рр. — перший секретар Посольства Республіки Білорусь в США.
У 1999—2001 рр. — начальник управління міжнародної безпеки та контролю над озброєннями Міністерства закордонних справ Республіки Білорусь.
У 2001—2003 рр. — радник Постійного представництва Республіки Білорусь при ООН.
У 2003—2005 рр. — радник, радник-посланник Посольства Республіки Білорусь в США.
У 2005 — начальник управління Америки Міністерства закордонних справ Республіки Білорусь.
У 2005—2006 рр. — Посол з особливих доручень Міністерства закордонних справ Республіки Білорусь.
У 2006—2013 рр. — помічник Президента Республіки Білорусь Олександра Лукашенка.
У 2013—2017 рр. — Заступник Міністра закордонних справ Республіки Білорусь.
З 7 серпня 2017 року — Постійний представник Республіки Білорусь в ООН.